# Хонорик
Хоно́рик (англ. Polecat–mink) — гибрид хорька и европейской норки. Хонорик назван по начальным слогам родителей («хо» — хорёк, «нор» — норка), был выведен зоологом Дмитрием Терновским в 1978 году и произошёл от скрещивания гибридного хорька-самца, родителями которого были лесной и степной хорьки (Mustela putorius и Mustela eversmanni), и самки европейской норки (Mustela lutreola) и представляет собой, таким образом, гибрид между тремя видами. Изредка хонорики встречаются и в природе в местах пересечения ареалов хорька и европейской норки.

## Внешний вид
Хонорики внешне похожи на норку: чёрная блестящая ость равномерно покрывает густую коричневую подпушь, по цвету и опушению они напоминают тёмного соболя. Принадлежность хонориков к хорькам выдают их уши, значительно большего размера, чем у норки, и окаймлённые светлой полосой. Взрослые хонорики крупнее своих родителей. От норки наследуют способность плавать, от хорьков — интенсивно копать норы. По характеру хонорики весьма агрессивны и очень плохо привыкают к человеку.
Некоторое время хонориков выращивали в зверосовхозах. Сейчас это уже не практикуется из-за сложностей, связанных с их разведением, и из-за редкости европейской норки, которая уже практически вымерла. Однако до сих пор перекупщики называют хонориками обычных домашних хорьков.